# Robert Enke

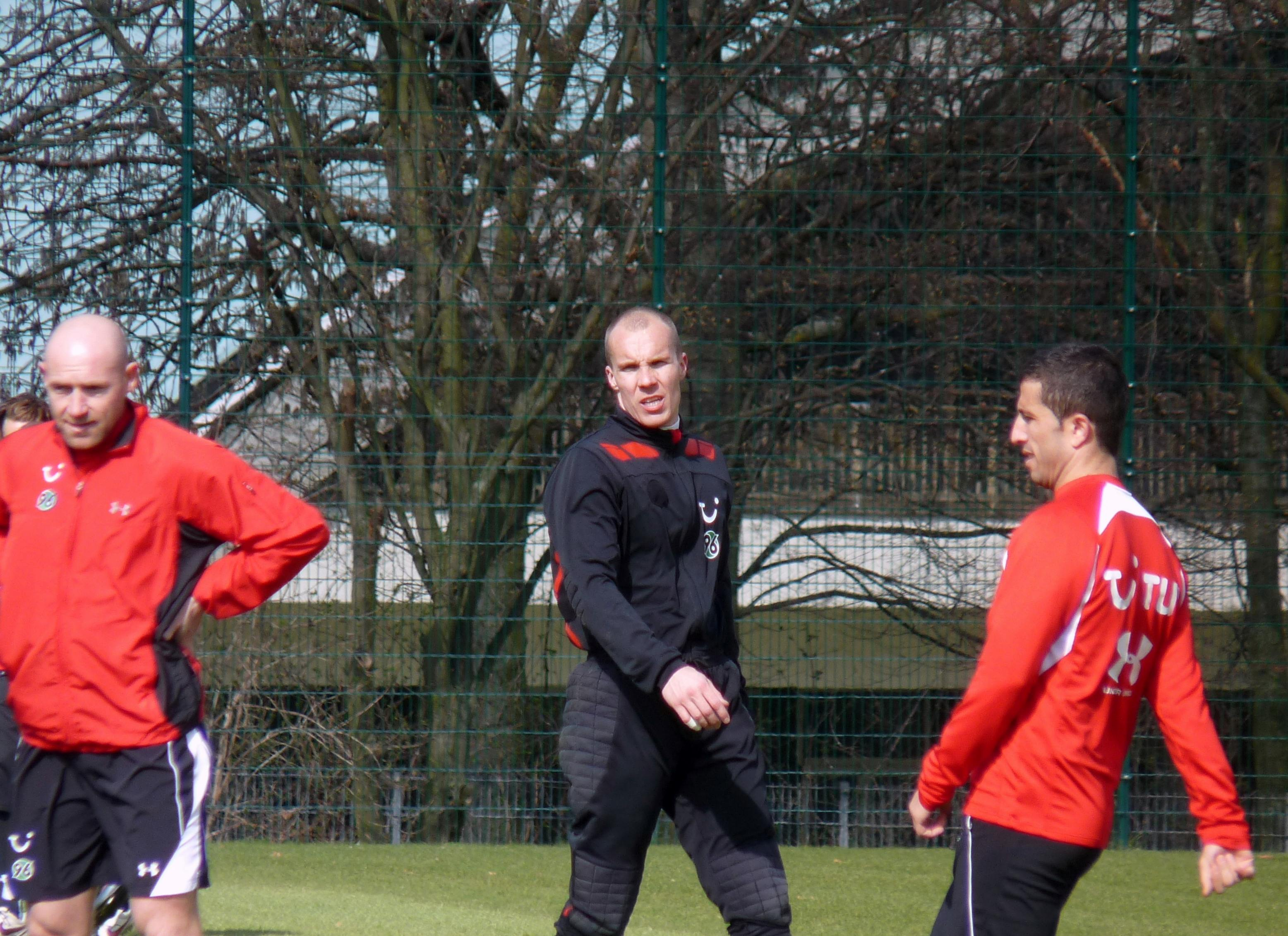
Spoluhráči v Hannoveru 96 v roce 2009, zleva Jiří Štajner, Robert Enke a Altin Lala.

Robert Enke (24. srpna 1977, Jena, Německá demokratická republika – 10. listopadu 2009, Neustadt am Rübenberge, Spolková republika Německo) byl německý fotbalista, reprezentační brankář a od roku 2004 hvězda klubu Hannover 96. S národním týmem získal stříbrnou medaili z mistrovství Evropy 2008 konaného v Rakousku a Švýcarsku.
Zemřel na železničním přejezdu, podle předběžného šetření německé policie patrně spáchal sebevraždu. Podle rodiny a lékaře jej k sebevraždě dohnala duševní choroba projevující se těžkými depresemi, která se u něj naplno rozvinula po smrti jeho dcery s vrozenou srdeční vadou, která zemřela v 2 letech po operaci kochleárního implantátu v roce 2006. Své deprese zakrýval a nedával je najevo, aby nepřišel o svou druhou dceru, kterou společně s manželkou adoptovali a které v době jeho smrti bylo pouhých 8 měsíců.